# Spencer Chamberlain

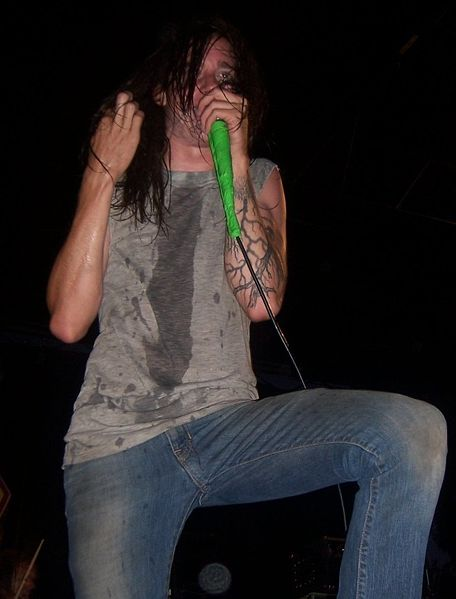
Spencer Chamberlain uppträder år 2006 vid Cornerstone Festival.

Spencer Chamberlain, född 4 januari 1983 i Chapel Hill, North Carolina, är en amerikansk musiker. Han är sångare i bandet Underoath och innan det var han med i bandet This Runs Through med sin bror Phil Chamberlain som spelade trummor.
Chamberlain har missbrukat droger och alkohol, men lyckades att ta sig ur det, vilket inspirerade honom till Underoaths album Define the Great Line. En stor del av albumet handlar om att ha hopp och att kämpa för att inte förlora allt. Han lyckades ta sig ur sitt drogmissbruk dels tack vare att han blev troende, dels tack vare musiken. 
Chamberlain växte upp med sin mor och äldre bror i Greensboro, North Carolina. Familjen hade god ekonomi och Spencer Chamberlain fick gå på en privatskola som kostade flera tusen dollar om året. 